# Tóthfalu
Tóthfalu (szerbül Тотово Село / Totovo Selo) település Szerbiában, a Vajdaságban, az Észak-bánsági körzetben, Magyarkanizsa községben. Szinte teljes lakossága magyar nemzetiségű.

## Fekvése
A magyar–szerb határtól kb. 30 km-re délre, a Tisza folyótól 12 km-re nyugatra, Oromhegyes és Völgyes közt fekvő település.

## Története
A falu kialakulása – amint a neve is mutatja – Tóth József néhai földbirtokosnak köszönhető, aki birtoka egy részét tanyája közelében részben kiosztotta, részben eladta házhelyekként napszámosainak és egyéb föld nélküli lakosoknak.
Később, 1905-ben felépült a település temploma, a XX. század második évtizedétől kezdve pedig elkészült az elemi iskola és egy csendőrállomás is, sőt csakhamar bolt is létesült. Ily módon az eredeti településmag is kikristályosodott több egykori dűlőút kereszteződésének tájékán.
Tóthfalu sokáig nem volt önálló, csak 1948-ban, a kanizsai határ átszervezése révén nyert önrendelkezést. Ekkortájt gyarapodott jelentősen lakossága is, az elhagyott, lerombolt tanyák lakóinak betelepülése révén.
Az utóbbi két évtizedben[mikor?] azonban ez a folyamat is az ellenkezőjére fordult, mert az iskolát végzett, szakképesítést szerző fiatalság a városokba, Kanizsára és Szabadkára áramlott. Ebben az apadásban csak a 90-es évek jelentettek változást mind közigazgatási, mind pedig gazdasági vonatkozásban. Tóthfalu önálló helyi közösséggé vált, postája lett, és közlekedési elszigeteltsége is megszűnőben van a szabadkai, kanizsai buszjáratok bevezetésével. Nemrégiben[mikor?] megépült egy malom, a kőolaj-kiaknázás pedig újabb gazdasági, elhelyezkedési előnyökkel járt.
Művelődési szempontból a Munkás Szent József-templom plébániájának, lelkigyakorlatos házának és a keretében létesült Logos Grafikai Műhelynek van nagy jelentősége, amely nyomdaként is, kiadóként is tevékenykedik.
A falu szép természeti környezete jellegzetes, dél-alföldi táj. Területének zöme 102 m tengerszint feletti magasságú, tehát fennsík jellegű, noha néhány magasabb domb is látható. Mindez kiváló mezőgazdasági lehetőségeket biztosít. Tóthfalu ma fejlődő állattenyésztő-földművelő település. Az állattenyésztés megfelel az intenzív gazdálkodás elvárásainak. Ami a földművelést illeti, a búza-, kukorica-, cukorrépa- és napraforgó-termesztés a legerőteljesebb. A földművelő gazdaságok igen magas szinten gépesítettek.

## Népesség

### Demográfiai változások
| 1948 | 1953 | 1961 | 1971 | 1981 | 1991 | 2002 |
| ---- | ---- | ---- | ---- | ---- | ---- | ---- |
| 1038 | 1161 | 1214 | 1073 | 923  | 765  | 709  |

## Külső hivatkozások
- Tóthfalu hivatalos honlapja
- Tóthfalu Magyarkanizsa község honlapján
- Tóthfalu története Archiválva 2020. február 23-i dátummal a Wayback Machine-ben